# Spiritual Unity
Spiritual Unity è un album free jazz del Albert Ayler Trio, pubblicato nel 1965 dall'etichetta discografica Esp-disk'.
Il disco venne registrato nel luglio del 1964, divenendo un album chiave del movimento free jazz che catapultò Ayler all'attenzione dei critici e degli appassionati del genere a livello internazionale per il suo approccio musicale così "diverso e scioccante". L'album include due versioni della composizione più famosa di Ayler, il brano Ghosts.

## Descrizione
L'album venne registrato durante una sessione svoltasi il 10 luglio 1964 in uno studio di New York, il Variety Arts Recording Studio, situato appena fuori Times Square. La sessione iniziò erroneamente con la registrazione in mono, ma con l'ausilio appropriato di microfoni e altri strumenti si riuscì a ricreare una versione stereo. Dopo la registrazione del disco, l'amministratore delegato della ESP, Bernard Stollman, pagò il compenso ai musicisti in un vicino caffè e lì vennero firmati tutti i documenti contrattuali necessari.
Pochi giorni dopo, il trio, dopo aver registrato New York Eye and Ear Control, partì per un tour europeo con Don Cherry. 
L'album è un'ancora più profonda espressione del concetto di musica "free" dei primi album di Ornette Coleman. Ornette si era rifiutato di suonare accordi, e tonalità. L'Albert Ayler Trio respinse anche l'organizzazione del lavoro come una sola, anche se variabile, unità d'insieme tra i musicisti.

## Tracce
Musiche di Albert Ayler.
1. Ghosts: First variation – 5:12
2. The Wizard – 7:20
3. Spirits – 6:46
4. Ghosts: Second variation – 10:01

## Formazione
- Albert Ayler - sassofono tenore (indicato genericamente come "sassofono" nelle note interne)
- Gary Peacock - contrabbasso
- Sunny Murray - percussioni